# Lancok Lancok
Lancok Lancok is een bestuurslaag in het regentschap Bireuen van de provincie Atjeh, Indonesië. Lancok Lancok telt 1535 inwoners (volkstelling 2010).